# Vandelogne
La Vandelogne ou Vendelogne est une rivière française qui coule dans les départements des Deux-Sèvres et de la Vienne, en région Nouvelle-Aquitaine. C'est un affluent de l'Auxance en rive gauche, donc un sous-affluent de la Loire par l'Auxances, puis le Clain, puis la Vienne.

## Géographie
De 29,4 km de longueur, la Vendelogne prend sa source sur la localité de Saint-Martin-du-Fouilloux, à 165 m d'altitude, juste au sud de Saurais, dans le département des Deux-Sèvres.
Elle a un parcours orienté depuis l'ouest vers l'est. Elle traverse l'Étang de Fleix, à 121 m d'altitude sur la commune d'Ayron46° 39′ 16″ N, 0° 05′ 07″ E.
Elle se jette dans l'Auxance (rive gauche) à Chiré-en-Montreuil un peu en amont de Vouillé, dans le département de la Vienne.

### Communes traversées
La Vandelogne traverse les sept communes suivantes (d'amont en aval) :
- département des Deux-Sèvres : Saint-Martin-du-Fouilloux, Saurais, et La Ferrière-en-Parthenay.
- département de la Vienne : Chalandray, Ayron, Frozes et Chiré-en-Montreuil.

Soit en termes de cantons, la Vendelogne prend source dans le canton de Ménigoute, traverse les canton de Thénezay, et conflue dans le canton de Vouillé, le tout dans les deux arrondissement de Parthenay et arrondissement de Poitiers.

### Organisme gestionnaire
L'organisme gestionnaire est le seegav ou Syndicat intercommunal d'Etudes, d'Entretien et de Gestion des bassins versants de l'Auxances et de la Vendelogne, basé à Vouillé.

## Affluents
La Vendelogne a deux tronçon affluents référencés.
Son rang de Strahler est donc de deux.

## Hydrologie
La Vandelogne est une rivière très irrégulière, comme bien des cours d'eau de l'ouest du bassin de la Loire.

### La Vandelogne à Ayron
Son débit a été observé durant une période de 19 ans (1976-1994), à Ayron, localité du département de la Vienne située au niveau de son confluent avec l'Auxance. La surface ainsi étudiée y est de 62 km2, soit plus des deux-tiers, 71 %, de la totalité du bassin versant de la rivière 87 km2.
Le module de la rivière à Ayron est de 0,324 m3/s.
La Vandelogne présente des fluctuations saisonnières de débit fort marquées, comme très souvent dans le bassin occidental de la Loire. Les hautes eaux se déroulent en hiver et se caractérisent par des débits mensuels moyens allant de 0,572 à 0,775 m3/s, de décembre à février inclus (avec un maximum très net en février). Au mois de mars, le débit baisse fortement. Il se forme d'abord une période de transition, en mars-avril, avec même un petit rebond en avril, puis la diminution s'accentue jusqu'aux basses eaux d'été qui ont lieu de juillet à septembre inclus, entraînant une baisse du débit mensuel moyen jusqu'à 0,045 m3/s au mois d'août. Mais ces moyennes mensuelles ne sont que des moyennes et cachent des fluctuations bien plus prononcées sur de courtes périodes ou selon les années.

### Étiage ou basses eaux
Aux étiages, le VCN3 peut chuter jusque 0,002 m3/s, soit deux litres par seconde, en cas de période quinquennale sèche, ce qui est très sévère, le cours d'eau étant alors réduit à un mince filet d'eau. Mais ce fait est fréquent parmi les rivières de la région occidentale du bassin ligérien.

### Crues
Les crues peuvent être relativement importantes, compte tenu de l'exiguïté du bassin versant, mais sont loin d'atteindre les sommets rencontrés plus à l'ouest parmi les cours d'eau coulant sur la partie orientale du vieux socle armoricain imperméable (Sèvre Nantaise, Hyrôme, etc.). Les QIX 2 et QIX 5 valent respectivement 5,2 et 8,2 m3/s. Le QIX 10 est de 10 m3/s, le QIX 20 de 12 m3/s, tandis que le QIX 50 n'a pas été calculé, faute d'une durée d'observation suffisamment longue.
Le débit instantané maximal enregistré à Ayron a été de 9,15 m3/s le 1er janvier 1994, tandis que la valeur journalière maximale était de 7,8 m3/s le 6 janvier de la même année. Si l'on compare la première de ces valeurs à l'échelle des QIX de la rivière, l'on constate que cette crue était à peine d'ordre décennal, et donc tout à fait banale.

### Lame d'eau et débit spécifique
La Vandelogne est une rivière assez peu abondante. La lame d'eau écoulée dans son bassin versant est de 166 millimètres par an ce qui est moitié moindre que la moyenne d'ensemble de la France, et est également inférieur à la moyenne du bassin de la Loire (plus ou moins 245 millimètres par an) et du Clain (223 millimètres par an). Le débit spécifique (ou Qsp) atteint 5,2 litres par seconde et par kilomètre carré de bassin.